# Městec Králové
Městec Králové település Csehországban, a Nymburki járásban. Městec Králové Podmoky, Sloveč, Velenice, Opočnice, Záhornice, Činěves, Dlouhopolsko és Běrunice településekkel határos. Lakosainak száma 2860 fő (2024. január 1.).

## Népesség
A település lakosságának változását az alábbi diagram mutatja:
| Lakosok száma | 2628 | 2899 | 3292 | 3098 | 2973 | 2920 | 2899 | 2877 | 2784 | 2860 |
|               | 1869 | 1890 | 1921 | 1950 | 1980 | 2001 | 2017 | 2019 | 2022 | 2024 |